# Володина (деревня)
Володина — деревня в Каргапольском районе Курганской области. Входит в состав Вяткинского сельсовета.

## Географическое положение
Деревня расположена у реки Миасс, примерно в 89 км от города Кургана.

## История
До 1917 года в составе Каргапольской волости Шадринского уезда Пермской губернии. По данным на 1926 год состояла из 138 хозяйств. В административном отношении входила в состав Вяткинского сельсовета Каргапольского района Шадринского округа Уральской области.

## Население
| 1989 | 2002 | 2010 |
| ---- | ---- | ---- |
| 175  | ↘153 | ↗164 |

По данным переписи 1926 года в деревне проживало 604 человека (256 мужчин и 348 женщин), в том числе: русские составляли 100 % населения.